# Giuseppe Ayala
Giuseppe Ayala (Caltanissetta, 18 de mayo de 1945) es un magistrado y político italiano.

## Biografía
Natural de Caltanissetta, ciudad del interior de la isla de Sicilia, ingresó en la Universidad de estudios de Palermo, donde se licenció en Derecho. Se desempeñó como fiscal suplente de la República, asistiendo al "grupo antimafia" durante varios años junto a Antonino Caponnetto, Giovanni Falcone, Paolo Borsellino, Gioacchino Natoli, Giuseppe Di Lello y Leonardo Guarnotta. Fue fiscal del Maxi Proceso desarrollado a mediados de los años 1980 que juzgó a la cúpula de la mafia siciliana.
Posteriormente se convirtió en Consejero de Casación. Fue elegido al Parlamento de la República en las elecciones de 1992, poco antes del asesinato de Giovanni Falcone y Paolo Borsellino (magistrados del grupo antimafia con el que Ayala había sido interlocutor en el Ministerio Público y amigos), consiguiendo su escaño por las filas del Partido Republicano Italiano (PRI).
Después del proceso del Tangentopoli, y la crisis política del PRI, Ayala decidió unirse a la Alianza Democrática (AD), confirmando su candidatura en las listas para las elecciones de 1994. Al disolverse, ingresó en la Unión Democrática (UD) de Antonio Maccanico, con la que fue elegido al Senado en 1996. En 1998 se inscribió en el Demócratas de Izquierda (DS), partido con el que fue elegido senador desde 2001 hasta 2006.
Se desempeñó como Subsecretario del Ministerio de Justicia entre 1996 y 2000, durante los gobiernos de Romano Prodi y Massimo D'Alema. Abandonó la carrera política en 2006, regresando al Poder Judicial como concejal de una sección civil en la Corte de Apelaciones de L'Aquila (2006 - 2011). Se jubiló en diciembre de 2011.
Expresó sus dudas sobre si solo la mafia estuvo involucrada en el asesinato de Giovanni Falcone. En 1993 publicó el libro titulado La guerra dei giusti: I giudici, la mafia, la politica , detallando sus experiencias en política y sus encuentros con la mafia. En 2008 se publicó su libro Chi ha paura muore ogni giorno; en 2025 se publicó su traducción al español: Quien tiene miedo muere a diario.